# Yuen Ching Kok
Yuen Ching Kok (IPA: [ jyːn tsʰɪŋ kʷɔk ]) is taoïstische tempel in Hongkong gewijd aan de Chinese god Huang Daxian. Het ligt in San Wai Tsuen, Kowloon. Het hoofdtempelgebouw is voor de verering van Huang Daxian. Ten zuiden van de tempel ligt de grottempel Chi Yeung Tung, deze gebouwd voor Guanyin en Sun Wukong. Verder is de Hong Kong and Kowloon Fuk Tak Buddhist Association ook vlak bij Yuen Ching Kok.
De tempel werd tijdens de Japanse bezetting van Hongkong (1941-1945) gebouwd. Hongkongers konden zich tijdens de bezetting niet vrij bewegen. Een bezoek aan de Wong Tai Sintempel werd bemoeilijkt. Hierdoor bouwden de bewoners van het dorp San Wai Tsuen hun eigen tempel gewijd aan deze god. De tempel is gebouw op een heuvel. Men moet eerst een trapwandeling van ongeveer twee minuten maken om de tempel te bereiken.
In het hoofdgebouw staat behalve het beeld van Huang Daxian, ook het beeld van Wang Zhang (王章) en Zhang Yu (張禹). De laatste twee staan op de zijaltaren, links en rechts van het hoofdaltaar
In de eetzaal van de tempel worden gratis vegetarische maaltijden verstrekt op de eerste en vijftiende dag van elke maand in de Chinese kalender. Dit gebeurt ook op de verjaardag van Huang Daxian, op de 23e dag van de achtste maand in de Chinese kalender.
Elke zaterdag van 's middags drie uur tot vijf uur is er een spreekuur bij de dokter gespecialiseerd in traditionele Chinese geneeskunde. Op dagen waar men gratis vegetarisch kan eten, zijn er ook gebedsdiensten die om elf uur 's ochtends beginnen.